# Jan Michałowicz z Urzędowa

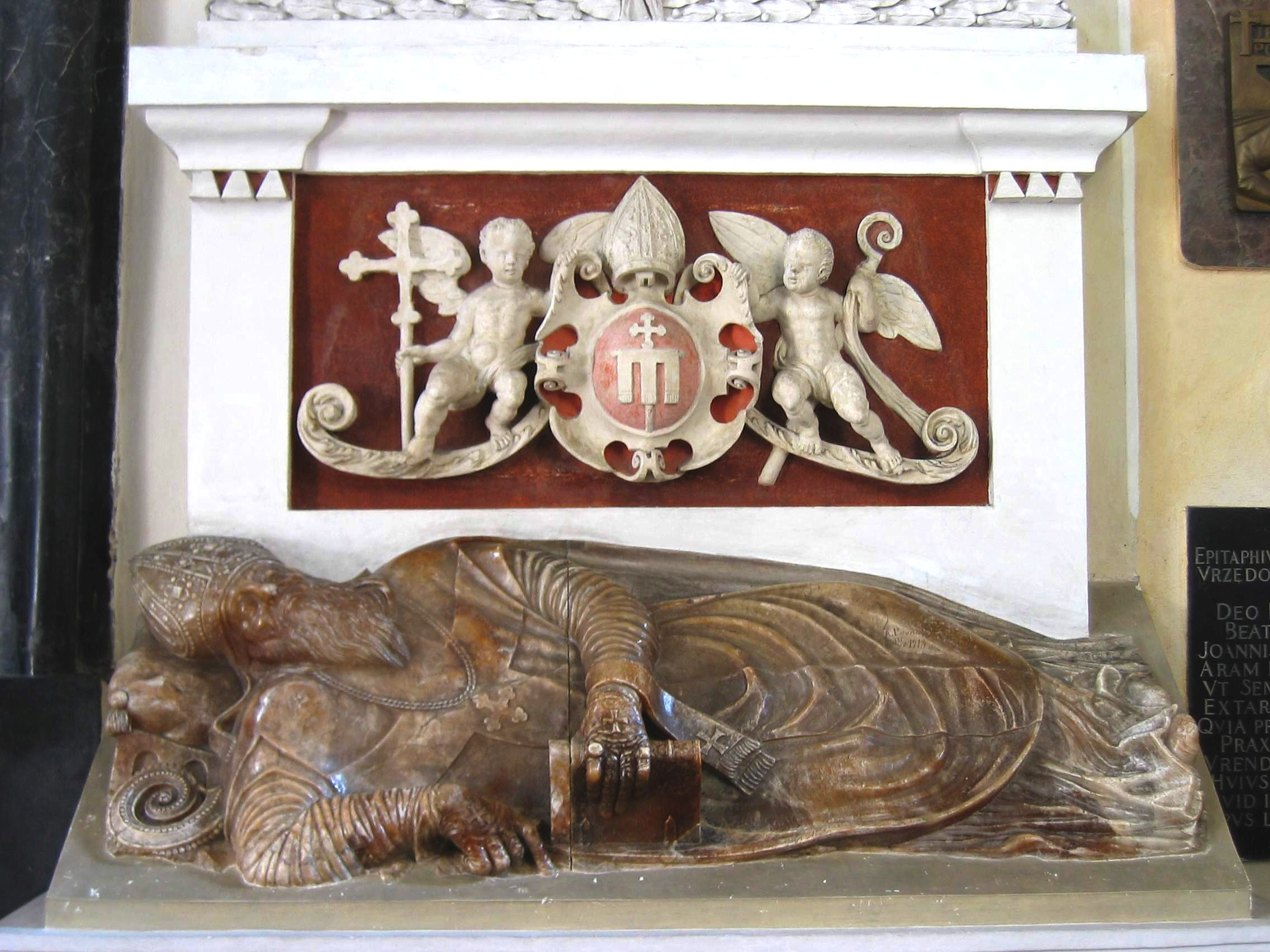
Nagrobek prymasa Jakuba Uchańskiego w katedrze łowickiej

Jan Michałowicz z Urzędowa (ur. ok. 1525 – 1530 w Urzędowie k. Lublina, zm. ok. 1583 w Łowiczu) – rzeźbiarz i architekt renesansowy polskiego pochodzenia, działający w czasach Zygmunta Augusta i Stefana Batorego
Artysta jest szczególnie znany z nagrobków, wykonywanych zgodnie ze schematem przyjętym z włoskiego warsztatu Berrecciego i budowniczych Kaplicy Zygmuntowskiej. Schemat ten stosowany przez polskich rzeźbiarzy dotyczył nagrobka przyściennego, postać zmarłego leżała w uśpieniu bądź swobodnie ułożona, wsparta na jednym łokciu. W dekoracji swobodnie używał elementów włoskich, niderlandzkich i miejscowych. Jego twórczość, przesiąknięta pierwiastkami narodowymi, bywa określana jako renesans północy, a on sam uchodzi za największego rzeźbiarza renesansu pochodzenia polskiego.

## Życiorys
Nie jest znana jego data urodzin. Julian Pagaczewski na podstawie pierwszych dzieł artysty umiejscawia narodziny artysty w przedziale lat 1528-1535.
Do Krakowa przybył najprawdopodobniej ok. roku 1545. Był uczniem Gabriela Słońskiego, przypuszczalnie pobierał też nauki u Jana Marii Padovano i u Jana Ciniego – ten okres jego życia nie jest dokładnie znany. Tworzył często na zamówienie zamożnej szlachty i wysokiego duchowieństwa, jeżdżąc po całym kraju. Co najmniej od początku lat 60. tworzył w Krakowie, nie będąc jeszcze obywatelem miasta ani nie należąc do cechu – z tamtego okresu pochodzą informacje o braniu przez niego udziału w przebudowie jednej z kaplic katedralnych na Wawelu. W roku 1570 został przyjęty do krakowskiego cechu muratorów i kamieniarzy, w 1571 otrzymał prawo miejskie, a od 1572 figuruje w aktach cechu jako przyjmujący uczniów i wyzwalający ich na czeladników. W 1574 r. wszedł w posiadanie domu przy ul. św. Marka, w miejscu, gdzie dziś znajduje się budynek Polskiej Akademii Nauk. W swojej pracowni wykształcił m.in. swojego brata Marka i syna Aleksandra, a także Jana Białego.
Około 1580 r. wyjechał z Krakowa do Łowicza, gdzie około 1583 r. umarł. Śmierć nastąpiła prawdopodobnie w trakcie prac nad nagrobkiem biskupa Uchańskiego. Na epitafium rzeźbiarza w tejże łowickiej kolegiacie nazwano go „polskim Praksytelesem” (Praxiteles Polonicus). Epitafium to nie zachowało się, ale znane jest z przekazu Szymona Starowolskiego „Monumenta Sarmatarum” z 1655 roku:
| DEO PATRI TER MAXIMO BEATORUMQUE COETUI: IOANNIS AD BUSTA SACRAM ARAM LOCARUNT POSTERI UT SEMPITERNA PHIDIAE EXTARET ARTIS GLORIA QUA PROMPTUS ANTECELLUIT PRAXITELES POLONICUS URENDOVI EDUCATUS HUIUS SACELLI CONDITOR QUID INDIGET PRAECONIO OPUS LAUDAT ARTIFICEM |
| --- |

## Twórczość

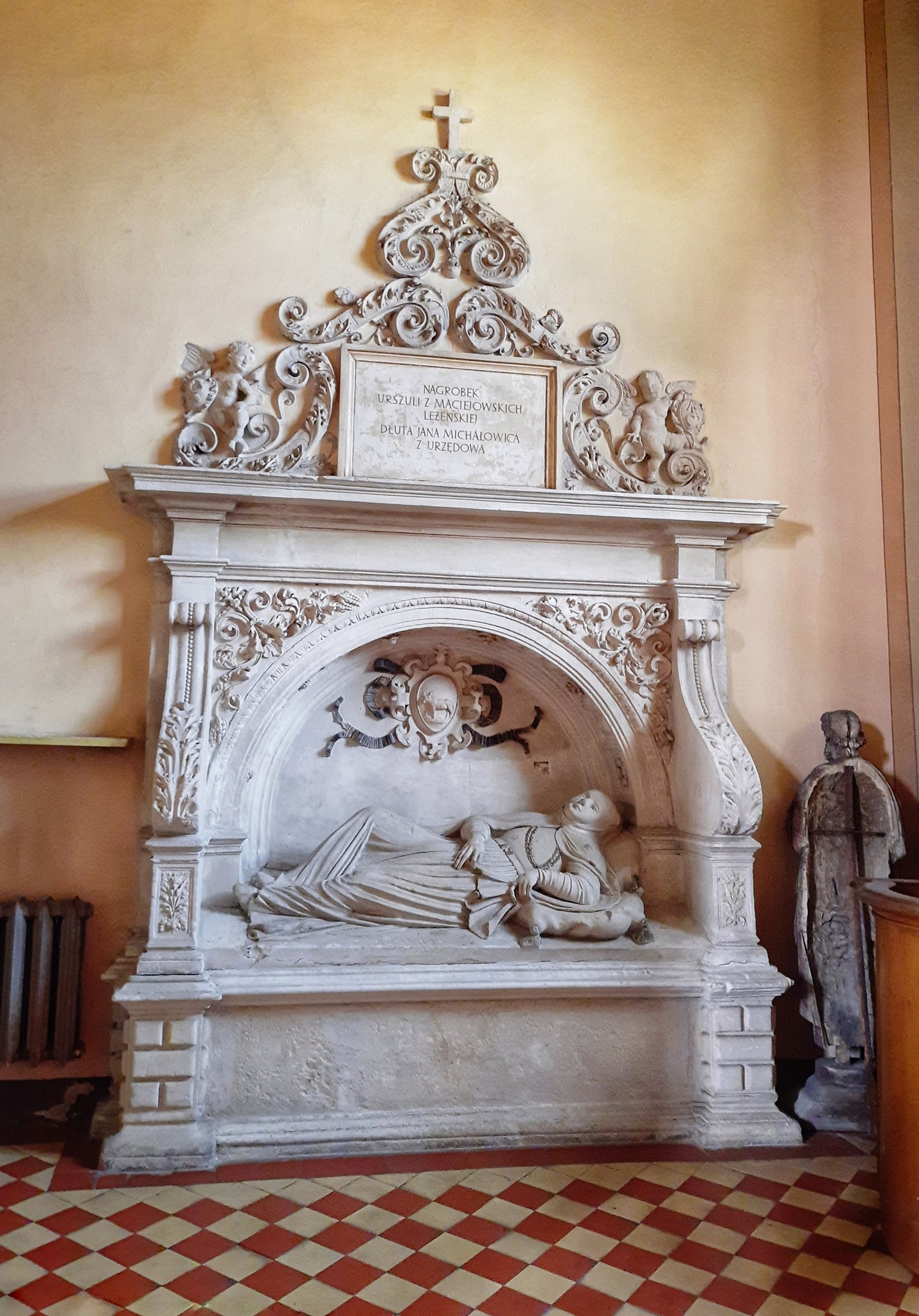
Nagrobek Urszuli Leżeńskiej z 1563 -68 w kościele w Brzezinach

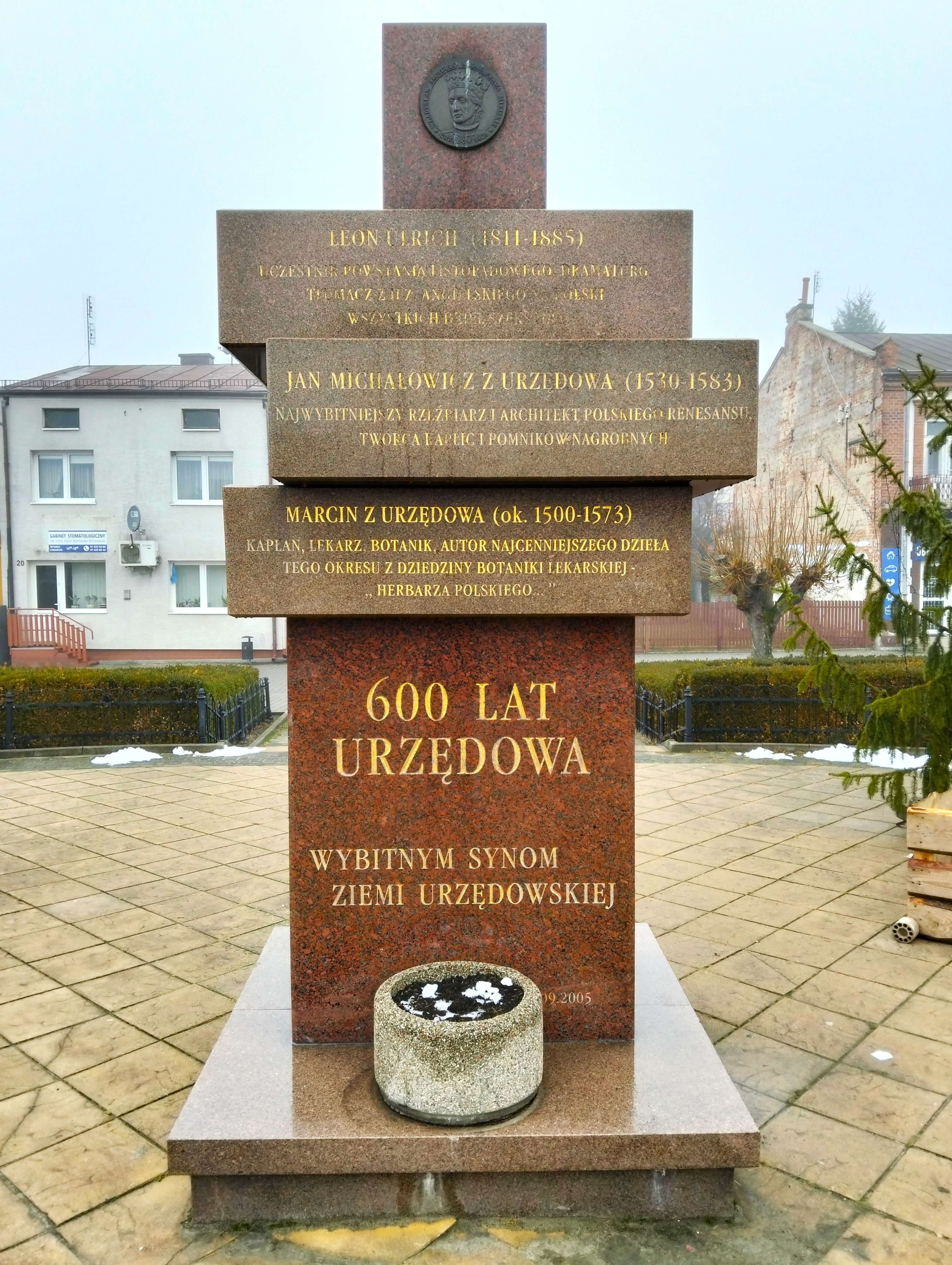
Pomnik "Wybitnym Synom Ziemi Urzędowskiej" w Urzędowie

Pod jego kierunkiem wzniesiono w katedrze wawelskiej kaplice Zebrzydowskiego i Padniewskiego (nazywaną dziś Potockich). Pracował również przy przebudowie gotyckiej kamienicy z XIV w. przy ulicy Kanoniczej 18 w Krakowie. Spod jego dłuta wyszło m.in. nadproże portalu w tym budynku. Pracował ponadto przy budowie pałacu prymasowskiego w Łowiczu.
Nagrobki autorstwa Jana Michałowicza:
- Benedykta Izdbieńskiego, biskupa, wykuty w piaskowcu z figurą w czerwonym marmurze, tworzony w latach 1557–1560, znajdujący się w katedrze w Poznaniu;
- nagrobek Andrzeja Zebrzydowskiego, biskupa, wykuty w piaskowcu z figurą w czerwonym marmurze, tworzony w latach 1562–1563 w kaplicy świętych Kosmy i Damiana (obecnie zwanej bp. Zebrzydowskiego) w katedrze wawelskiej;
- Urszuli z Maciejowskich Leżeńskiej, żony kasztelana Jana Leżeńskiego, wykuty w pińczowskim piaskowcu, tworzony w latach 1563–1568 w kościele parafialnym w Brzezinach, znaleziony we fragmentach w początkach XX wieku, obecnie w kaplicy św. Krzyża rzeczonego kościoła;
- Nagrobek Filipa Padniewskiego, biskupa, wykuty z pińczowskiego piaskowca i czerwonego marmuru, z alabastrową postacią biskupa, tworzony w latach 1572–1575 w kaplicy Różyców w katedrze wawelskiej;
- Jakuba Uchańskiego, prymasa, wykuty z piaskowca i czerwonego marmuru, z alabastrową postacią prymasa, tworzony w latach 1580–1583 w kaplicy jego imienia w katedrze łowickiej.

Nagrobki te (poza nagrobkiem Urszuli Leżeńskiej) poddawano późniejszym przeróbkom i przebudowom.